# Leányvár
Leányvár là một thị trấn thuộc hạt Komárom-Esztergom, Hungary. Thị trấn này có diện tích 7,25 km², dân số năm 2010 là 1715 người, mật độ 237 người/km².